# Shannonomyia (Shannonomyia) bogotensis
Shannonomyia (Shannonomyia) bogotensis is een tweevleugelige uit de familie steltmuggen (Limoniidae). De soort komt voor in het Neotropisch gebied.